# ASML
ASML is een Nederlands hightechbedrijf. Het bedrijf is leverancier van machines voor de halfgeleiderindustrie, in het bijzonder steppers en scanners, die worden gebruikt bij het maken van chips. Klanten zijn veelal chipproducenten.
Het hoofdkantoor en bedrijvencomplex van ASML staat in Veldhoven, waar zowel research and development als assemblage in cleanrooms plaatsvindt. Het bedrijf heeft tevens zestig servicepunten in veertien landen ter ondersteuning van de plaatsing en levering van machines en reserveonderdelen.
ASML is ontstaan uit een joint venture van ASM International en Koninklijke Philips. Het bedrijf is sinds 1995 beursgenoteerd en vormt een onderdeel van de AEX en NASDAQ. Voornaamste concurrenten zijn Canon en Nikon.

## Technologie

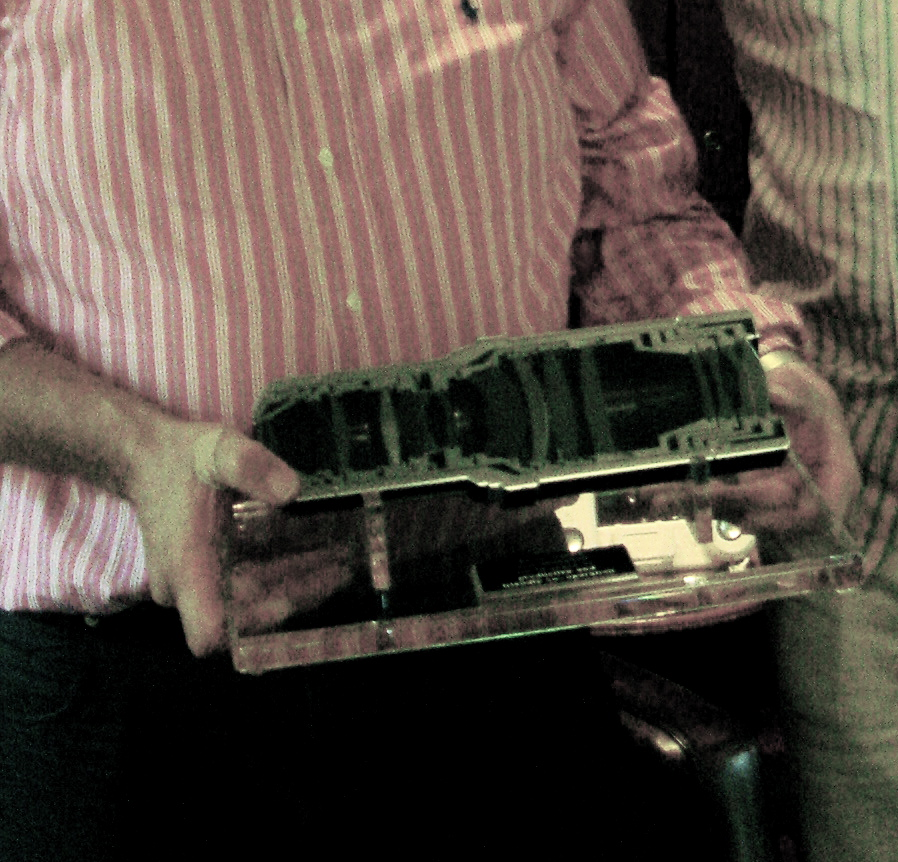
Een doorsnede van een oude ASML lens

ASML-systemen – wafersteppers en step-and-scan-machines – gebruiken een fotografisch proces om patronen op siliciumwafers aan te brengen. Een lichtbron als een laser projecteert een afbeelding van dit patroon via een verkleinende lens op de wafer. Deze is bedekt met een laagje lichtgevoelig materiaal (fotoresist). De wafer wordt daarna ontwikkeld en verder behandeld, waarna de eerste laag van het transistorpatroon verschijnt. Deze procedure wordt 30 tot 40 keer herhaald en laagje voor laagje wordt een wafer vol met IC's gebouwd. Uiteindelijk worden deze IC's toegepast in een veelheid aan producten, zowel consumptiegoederen als notebooks, mobiele telefoons, wasmachines en tablets, maar ook auto's en professionele apparatuur. In 2016 beweerde ASML dat van alle computerchips die in de wereld gemaakt worden, ruim 80% wordt vervaardigd met machines van ASML.
De grootste opgave voor ASML en zijn klanten – chipfabrikanten – is om steeds kleinere details op de chips te kunnen aanbrengen, waarbij deze meer reken- of opslagcapaciteit bezitten bij een lager energieverbruik. Kortere afstanden tussen componenten hebben ook een snelheidsverhoging als gevolg. Jarenlang volgde het aantal componenten per oppervlakte-eenheid de Wet van Moore. Deze ervaringsregel laat een verdubbeling zien na vaste tijdsintervallen. Het zijn met name de lithografiesystemen die bepalen of de details op een chip kleiner kunnen worden: de afbeeldingen moeten namelijk steeds verder worden verkleind, en dit vereist licht van een steeds kortere golflengte, of gebruikmaking van technieken die licht van een bepaalde golflengte tot het uiterste kunnen benutten. ASML beweerde in februari 2007 dat zijn systemen de allerkleinste afbeeldingen konden maken op silicium wafers: 37 nanometer (nm). ASML gebruikt hiertoe de immersielithografie waar het als eerste mee aan de slag is gegaan.
Ondertussen zijn er nieuwe machines verkocht op basis van extreem ultraviolet licht (EUV), waarmee nog kleinere details mogelijk zijn. In 2016 zijn vier exemplaren geleverd aan klanten en in 2017 nog eens 10. De machines kosten zo'n 100 miljoen euro per stuk.
Het opvolgende systeem is inmiddels bekend: High-NA, een apparaat dat tot 2 nanometer kan lithograferen. Het systeem moet in 2024 op de markt komen.

## Naam
Officieel is de naam ASML geen afkorting. De naam is ontstaan uit de joint venture tussen Philips en Advanced Semiconductor Materials International (ASMI), die de naam ASM Lithography meekreeg. Toen dit bedrijf in 1988 werd verzelfstandigd, behield het zijn naam.

## Geschiedenis
Het bedrijf werd in 1984 opgericht als een joint venture tussen ASM International en Philips om de Philips stepper (Silicon Repeater 3) op de markt te brengen. Oorspronkelijk was het bedrijf ondergebracht in gebouw TQ-3 van Philips Scientific & Industrial, en met de kantoren in houten barakken tegen gebouw TQ-3 aan. Daar werden de eerste PAS (Philips Automatic Stepper) steppers ontwikkeld en gemonteerd. Zowel de PAS 2000 als de PAS2400. In 1985 gaan er PAS 2400 steppers naar het Philips NatLab en naar Philips Elcoma in Nijmegen en Hamburg. Kenmerken: g-line, Cerco lens, de toen unieke elektrische wafertafel en het toen unieke wafer-alignment systeem, belichtingsveld van tien bij tien millimeter, vijf inch reticles, Smif-boxen. G-line staat voor licht met een golflengte van 436 nm uit een kwiklamp.
In 1985 had men 100 werknemers en werd een hoofdkantoor te Veldhoven in gebruik genomen. Ook kwam er een kantoor in Tempe in Arizona. In 1986 bracht ASML de vervolg-stepper, PAS 2500/10, op de markt. De eerste machine ging naar Semicon West '86 in San Mateo, en de tweede naar het Megachip project op het NatLab. Deze machine leek veel op de PAS2400, maar nu met Zeiss lens en een belichtingsveld van veertien bij veertien millimeter. Vanaf 1984 was ASML met de samenwerking met de lenzenfabrikant Carl Zeiss AG begonnen.
Twee jaar later, in 1987, kwam de PAS 2500/40 op de markt, die van i-line technologie gebruik maakte (ultraviolet licht met een golflengte van 365 nm). Hiermee konden details van 0,7 micrometer worden afgebeeld. ASM International verkocht in 1988 zijn belang in ASML aan Philips. ASML betrad nu ook de Aziatische markt.
In 1989 introduceerde ASML de PAS 5000/50, die details van 0,5 micrometer kon afbeelden. Er werd voor het eerst winst gemaakt. Eén jaar later werden er reeds tweehonderd steppers per jaar geproduceerd.
In 1991 werd de PAS 5000/70 op de markt gebracht, waarmee details tot 0,35 micrometer konden worden afgebeeld. Deze maakte gebruik van licht van 248 nm, in het verre ultraviolet. Hiervoor moest een KrF excimerlaser worden gebruikt, waar voorheen een kwiklamp werd toegepast. In 1993 begon de productie van step-and-scanmachines.
Op 16 maart 1995 bracht Philips ASML naar de beurs. Onder leiding van Willem Maris en Martin van den Brink werd de productiecapaciteit in Veldhoven verdubbeld. In 1998 werd ASML tweede op de wereldranglijst van chipmachineverkopers.
In 1999 kocht ASML het Amerikaanse MaskTools. Het marktaandeel bedroeg 37%.
Op 21 mei 2001 fuseerde ASML met Silicon Valley Group Lithography (SVGL), een bedrijf dat sterk in step-and-scanmachines was. ASML betrad de Japanse markt en Philips bracht zijn aandelenbelang terug van 23% naar 7%. De golflengte van het laserlicht werd teruggebracht tot 193 nm met een ArF-laser.
In 2002 werd ASML wereldmarktleider in chipmachines. In 2003 waren er al meer dan 2000 ASML-machines geïnstalleerd. Men ging experimenteren met F2 (fluor) lasers die een golflengte van 157 nm hadden, maar uiteindelijk besloot men zich te richten op de vertrouwde golflengte van 193 nm en de immersielithografie verder te ontwikkelen, waardoor door meer scherpere lijnen de overlay als zodanig werd verbeterd.
Immersion technologie. Het licht uit de bolle laatste(onderste) lens divergeert omdat de uittredenede lichtstraal verticaal van de lens wil vertrekken. Door nu tussen de lens en de wafer een vloeistof op waterbasis te brengen gaan de lichtstralen rechtdoor en kunnen er scherpere en strakkere lijnen worden geprint.
In 2004 en 2005 is ASML als bedrijf door de oog van de naald gekropen. De overname van SVGL en de daarbij gehoopte mogelijke ingang naar de Amerikaanse chipgigant Intel viel zwaar tegen. Ook de verwachte technologie uit de Verenigde Staten bleek een zware tegenvaller en vooral oud en heel ouderwets te zijn. Vanwege vooral goodwill kosten en juridische strijd met de Amerikaanse aandeelhouders van SVGL en de strijd met de Amerikaanse overheid voor wat betreft de "geheime" technologieën raakte de kas van ASML leeg. De banken dreigden de geldkraan dicht te draaien. Daarop zijn in twee ontslagrondes RIF 1 in 2004 en RIF 2 in 2005 een 2000 mensen direct en bij veel toeleveranciers mensen ontslagen.
In 2005 werd de Twinscan XT:1700i aangekondigd, die van immersielithografie gebruik maakte.
Augustus 2006 werden de eerste twee demonstratie-systemen voor EUV (Extreem UltraViolet, licht met een golflengte van 13,5 nm) verscheept naar de ontwikkelcentra IMEC (in Leuven) en CNSE (in Albany). Begin 2007 werd het Amerikaanse Brion gekocht. In 2007 werd ook de eerste Twinscan XT:1900i op de markt gebracht, voor het afbeelden van logic devices tot 32 nm en memory devices tot 40 nm.
In 2009 werd de Twinscan NXT:1950i op de markt gebracht. Door gebruik te maken van magnetische levitatie kon het aantal belichte wafers per tijdseenheid verhoogd worden. Verder konden de afbeeldingen worden verkleind door een andere positiebepaling te introduceren.
Op 17 oktober 2012 maakte ASML de overname bekend van de Amerikaanse lichtbronleverancier Cymer voor US$ 1,95 miljard in geld en aandelen. Het was destijds de grootste overname in de geschiedenis van ASML. Met de overname wilde ASML de ontwikkeling van de nieuwste machines, die gebruik maken van extreem ultraviolet licht (EUV), versnellen. De overname moest leiden tot meer efficiëntie in de toeleveringsketen en in Onderzoek en Ontwikkeling. Het hoofdkantoor van Cymer staat in San Diego en er werken circa 1200 voltijdsmedewerkers. In 2011 behaalde Cymer een nettowinst van US$ 80 miljoen op een omzet van US$ 594 miljoen. De overname werd in mei 2013 afgerond.
In juni 2016 kondigde ASML de overname aan van Hermes Microvision. ASML was bereid € 2,75 miljard te betalen voor de maker van inspectieapparatuur voor chipmachines. Met de aankoop kon ASML nog kleinere chips maken, want de apparatuur die Hermes bouwt, controleert het productieproces. ASML werkte al sinds twee jaar samen met het Taiwanese bedrijf. ASML betaalde de overname deels met contanten, deels via eigen aandelen en voor een deel door de uitgifte van nieuwe aandelen. De transactie werd op 22 november 2016 succesvol afgerond.
In november 2016 maakte ASML bekend voor € 1 miljard een minderheidsbelang van 24,9% te kopen in Carl Zeiss SMT. ASML en moederbedrijf Carl Zeiss AG hadden toen al dertig jaar een zakelijke relatie waarbij Zeiss lenzen leverde voor de bestaande generatie chipmachines en spiegels voor de nieuwste EUV machines. ASML steunde verder het R&D voor EUV bij het Duitse bedrijf met ongeveer € 760 miljoen in de komende zes jaar. Zeiss ging met dit geld de scherpte-diepte van de spiegelset voor EUV verbeteren van 0,33 nu naar 0,5. Dit was nodig om de chips verder te kunnen verkleinen naar minder dan 3 nm. In juni 2017 had ASML alle goedkeuringen binnen van de toezichthouders en kon de transactie worden afgerond.
Op 28 januari 2019 werd bekend dat ASML Mapper Lithography gaat overnemen. Mapper was eind december 2018 failliet verklaard. De overnamesom is niet bekendgemaakt. ASML neemt het intellectueel eigendom en de meesten van de 240 medewerkers van Mapper over.
Sinds 2019 heeft de Nederlandse staat de exportvergunning naar China in beraad van de eerste EUV-machine voor dat land vanwege gevoelige internationale betrekkingen. De VS willen niet dat China een hoogwaardige chipindustrie ontwikkelt en vrezen dat de technologie van ASML voor militaire doeleinden wordt gebruikt.

## Strategische aandeelhouders stappen in 2012 tijdelijk in
In juli 2012 maakte ASML bekend dat het 25% van het aandelenkapitaal heeft gereserveerd voor technologiebedrijven die ook belangrijke afnemers zijn. Deze aandeelhouders worden partners in het zogenaamde Customer Co-Investment Program dat zich richt op onderzoek en ontwikkeling van een nieuwe generatie lithografietechnologieën. De ontwikkeling van wafers met een diameter van 450 mm maakt hier onderdeel van uit en ook de verdere ontwikkeling van de chipproductie met EUV (extreem ultraviolet). Dit programma behelst een totale investering van € 1,38 miljard gespreid over de jaren 2012 tot en met 2017. De opbrengst van de aandelenverkoop, circa € 4,2 miljard, zal worden gebruikt om voor eenzelfde bedrag bestaande aandelen terug te kopen. Op 4 december 2012 maakte ASML bekend dat de aandelen daadwerkelijk waren ingekocht. In totaal zijn 96,6 miljoen aandelen uit de markt gehaald, tegen een gemiddelde koers van € 39,91 per aandeel. ASML heeft in totaal € 3,85 miljard besteed aan deze aandeleninkoop. De aandelen die aan de strategische aandeelhouders zijn verstrekt hebben geen stemrecht. De partners mogen geen aandelenbelang van meer dan 19,9% in ASML opbouwen in de komende zes jaar.
Het Amerikaanse Intel was de eerste strategische aandeelhouder; Intel verkreeg een aandelenbelang van 15% en zal € 830 miljoen aan het ontwikkelingsprogramma bijdragen. Voor Intel betekent dit een totale investering van € 3,3 miljard. Medio augustus volgde het Taiwanese chipbedrijf TSMC dat voor € 838 miljoen een aandelenbelang van 5% in ASML kocht. Ook dit bedrijf investeerde € 276 miljoen in het project. De laatste strategische aandeelhouder is Samsung Electronics: er volgde een investering van € 276 miljoen en daarnaast nam het Zuid-Koreaanse bedrijf een belang van 3% in ASML. Op 16 januari 2015 werd bekend dat TSMC het pakket aandelen uit 2012 met ongeveer een half miljard euro winst had doorverkocht aan een grote investeerder, nadat het bedrijf de aandelen voor de verplichte 2,5 jaar in bezit had gehad.

## Resultaten
ASML levert wereldwijd, maar de meesten van de klanten zijn gevestigd in Azië, met name Taiwan, Zuid Korea en China. In 2024 werd 73% van de omzet in die regio behaald, 17% in de Verenigde Staten en 5% in Europa. Een belangrijke leverancier van ASML is Zeiss, een fabrikant van lenzen en optische componenten. Vanwege de grote wederzijdse belangen zijn beide bedrijven een strategische alliantie aangegaan; deze kan alleen verbroken worden als een van de partijen drie jaar van tevoren opzegt. ASML geeft veel geld uit aan onderzoek en ontwikkeling; in 2011 was dit bijna € 600 miljoen maar in 2024 was dit gestegen naar € 4,4 miljard of 15% van de netto-omzet.
De omzet- en winstontwikkeling laat grote schommelingen zien, zie onderstaande figuur. De vraag naar halfgeleiders fluctueert op basis van economische en technologische ontwikkelingen.

ASML: Omzet en Winst 2000-2018

ASML: Aantal afgeleverde machines 2007-2017

| Jaar | Omzet       | Winst       | Verkocht  |
| Jaar | (× miljard) | (× miljard) | Verkocht  |
| ---- | ----------- | ----------- | --------- |
| 2000 | € 2,67      | € 0,38      |           |
| 2001 | € 1,59      | € −0,48     |           |
| 2002 | € 1,96      | € −0,21     |           |
| 2003 | € 1,54      | € −0,12     |           |
| 2004 | € 2,47      | € 0,24      |           |
| 2005 | € 2,53      | € 0,31      |           |
| 2006 | € 3,58      | € 0,62      |           |
| 2007 | € 3,77      | € 0,67      | 260 stuks |
| 2008 | € 2,95      | € 0,32      | 151 stuks |
| 2009 | € 1,60      | € −0,15     | 070 stuks |
| 2010 | € 4,51      | € 1,02      | 197 stuks |
| 2011 | € 5,65      | € 1,47      | 222 stuks |
| 2012 | € 4,73      | € 1,15      | 170 stuks |
| 2013 | € 5,25      | € 1,02      | 157 stuks |
| 2014 | € 5,86      | € 1,12      | 136 stuks |
| 2015 | € 6,29      | € 1,39      | 169 stuks |
| 2016 | € 6,80      | € 1,47      | 157 stuks |
| 2017 | € 9,05      | € 2,12      | 198 stuks |
| 2018 | € 10,9      | € 2,59      | 224 stuks |
| 2019 | € 11,8      | € 2,59      | 229 stuks |
| 2020 | € 14,0      | € 3,60      | 258 stuks |
| 2021 | € 18,6      | € 5,88      | 309 stuks |
| 2022 | € 21,2      | € 5,62      | 345 stuks |
| 2023 | € 27,6      | € 7,84      | 449 stuks |
| 2024 | € 28,3      | € 7,57      | 418 stuks |

## Strategisch belang en veiligheidsinbreuken

#### Cyberaanvallen
Gelet op de unieke positie van het bedrijf zijn pogingen tot diefstal van zijn gegevens te verwachten. Op 27 februari 2015 meldden anonieme bronnen dat hackers waarschijnlijk informatie over hoogwaardige technologie hadden buitgemaakt.

#### Spionage
Lange tijd hadden spionnen toegang tot een beperkt aantal door ASML gekochte bedrijfsgeheimen die ze ook gestolen hebben. De schade loopt in de honderden miljoenen euro's. De diefstal vond plaats bij een vestiging in het Amerikaanse San Jose. Dit bevestigde ASML. De spionage plegende firma XTAL ging failliet toen de rechters in Californië hoge schadevergoedingen toekenden aan ASML. Op 4 mei 2019 werd zelfs finaal een bedrag van US$ 865 miljoen toegekend, met als gevolg dat ASML alle patenten van XTAL verwierf.
De Rotterdamse rechtbank heeft op 10 juli 2025 German A., een 43-jarige Rus, veroordeeld tot drie jaar cel. De man werkte jarenlang in de Nederlandse techsector en was ook verbonden aan de TU Delft. Hij speelde bedrijfsgeheimen door aan zijn thuisland, zo oordeelde de rechter.

#### Exportbeperkingen
Onder Amerikaanse druk besloot de Nederlandse overheid in 2018 al geen exportvergunning te geven van de nieuwste machines, de EUV serie, richting China. 8 Maart 2023 besloot het kabinet ook de moderne types van de DUV-serie onder het exportverbod te laten vallen. Onduidelijk bleef waar de grens precies wordt getrokken.